# فرنك كاليدونيا الجديدة
الفرنك هو العملة في كاليدونيا الجديدة وجزر واليس وفوتونا. وهو ينقسم إلى 100 سنتيم. منذ عام 1945، فقد كان جزءا من الفرنك الفرنسي.